# Angel Grănčov
Angel Simeonov Grănčov (Elin Pelin, 16 ottobre 1992) è un calciatore bulgaro, difensore dello Spartak Varna.

## Carriera

### Club
Il 6 gennaio 2019 viene acquistato a titolo definitivo dalla squadra kosovara del Flamurtari Prishtina.

### Nazionale
Ha giocato nelle nazionali giovanili bulgare Under-19 ed Under-21.

## Palmarès

### Club

#### Competizioni nazionali
- Coppa di Bulgaria: 1

CSKA Sofia: 2015-2016
- Treta amat'orska futbolna liga: 1

CSKA Sofia: 2015-2016